# Пумари-Киш
Пумари-Киш (Пик 11; урду پماری چش) (7492 м) — вершина хребта Гиспар-Музтаг в Каракоруме. 53-я по высоте в мире и 19-я в Пакистане. Находится к северу от ледника Гиспар в массиве Кунианг-Киш (7852 м) в 4 километрах к востоку от главной вершины.

## История восхождений
Первая попытка восхождения на Пумари-Киш была предпринята в 1974 году австрийской экспедицией по северной стене с ледника Язгиль, но оказалась неудачной.
В 1979 году японская экспедиция Альпинисткой Ассоциации Хоккайдо, начав восхождение с ледника Кунианг далеко к западу от вершины и пройдя длинный путь, добилась успеха. Экспедиция также первой прошла высокий перевал, чтобы попасть в верховья ледника Язгиль, откуда достигла начала северного гребня вершины.
Согласно Гималайскому журналу, дальнейших успешных восхождений на Пумари-Киш не зарегистрировано.

## Покорение южной вершины
В километре к юго-востоку от главной вершины расположена Пумари-Киш Южная (7350 м). После двух неудачных попыток восхождения на пик в 1999 и 2000 годах Джулией-Анной Клима и Роджером Пэйном, 12 июня 2007 года вершина была покорена Янником Грациани и Кристианом Троммсдорфом. Восхождение с перепадом в 2700 метров было очень трудным технически и совершено в чистом альпийском стиле за шесть дней.